# Сібілл Шеперд
Сібілл Шеперд (англ. Cybill Lynne Shepherd; нар. 18 лютого 1950, Мемфіс, Теннессі, США) — американська кіноакторка, співачка, фотомодель.

## Біографія
Народилася 18 лютого 1950 в Мемфісі, штат Теннессі, США. З 10 років займалася співом з викладачем вокалу «Метрополітен-опера». Ще школяркою, 1966 року Сібілл перемогла на конкурсі краси для підлітків «Міс Мемфіс». 1968 року Шеперд здобула звання «Модель року», після чого й надалі продовжувала свою кар'єру в модельному бізнесі. 1971 року Сібілл успішно дебютувала в головній ролі у фільмі Пітера Богдановича «Останній кіносеанс». Сібілл Шеперд одержала заслужену похвалу кінокритиків і глядачів за роль Бетсі у стрічці Мартіна Скорсезе «Таксист» (1976). Ще одним гучним успіхом акторки стала роль Медді Гейс у комедійному телесеріалі Детективне агентство «Місячне сяйво» (1985-1989). Дует Сібілл Шеперд та Брюса Вілліса був визнаний одним із найкращих комедійних дуетів телесеріалів кінця 1980-х років. Сібілл Шеперд відзначили «Золотим глобусом» за роль Медді Гейс 1986 і 1987 року. Черговий «Золотий глобус» акторка отримала за роль Сібілл Шерідан у комедійному серіалі «Сібілл» (1995). Сібілл Шепард відома також як співачка, авторка кількох книжок, продюсер і сценаристка телефільмів.

## Джерело
- Сібілл Шеперд на сайті IMDb (англ.)